# Papel inimitável

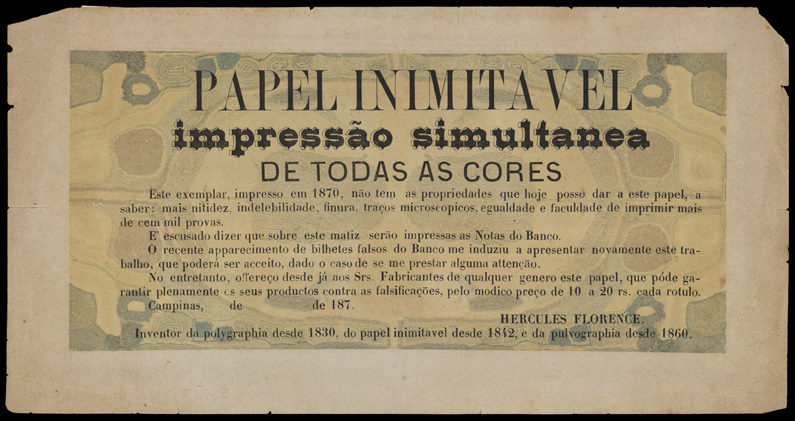
Exemplar de um papel inimitável, criado e impresso por Hércules Florence, em 1870.

Papel inimitável foi uma criação de Hércules Florence, em 1842, que tinha por objetivo sua utilização como Papel-moeda por ser dificilmente falsificável. Sua fabricação era feita a partir de uma técnica que gravava todas as cores ao mesmo tempo no papel. As tintas utilizadas, também criadas por Florence, eram misturadas e tomavam a forma de figuras desenhadas por uma ponta de metal, previamente aquecida. A partir destas misturas se criava diferentes figuras e tons que, com a umidade, eram gravados permanentemente no papel. Por conta do caráter aleatório e único das figuras formadas pelas misturas de tinta, as notas estariam protegidas da falsificação.  